# سمير بلوفة
سمير بلوفة (بالفرنسية: Samir Beloufa)‏ (27 أغسطس 1979 مولن فرنسا - ) هو لاعب كرة قدم جزائري يلعب كمدافع، شارك في كأس الأمم الأفريقية لكرة القدم 2004.

## روابط خارجية
- سمير بلوفة على موقع الاتحاد الدولي (مؤرشف)  (الإنجليزية)
- سمير بلوفة على موقع رابطة كرة القدم الفرنسية للمحترفين (الإنجليزية)
- سمير بلوفة على موقع قاعدة بيانات كرة القدم.إي يو (الإنجليزية)
- سمير بلوفة على موقع ناشيونال فوتبول تيمز (الإنجليزية)
- سمير بلوفة على موقع عالم كرة القدم.نت (الإنجليزية)